# Прибутковий будинок Токарєва (Ростов-на-Дону)

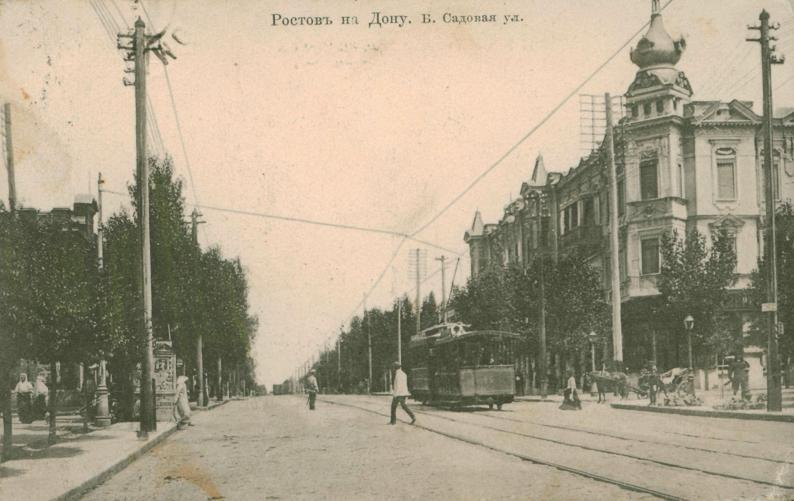
Прибутковий будинок Токарєва на старій листівці

Прибутковий будинок М. І. Токарєва (рос. Доходный дом Н. И. Токарева) — будівля в Ростові-на-Дону, розташоване на Великій Садовій вулиці біля перехрестя з проспектом Чехова. Будівля має статус об'єкта культурної спадщини регіонального значення.

## Історія
Прибутковий будинок був побудований в 1905 році ростовським купцем і власником спиртоводочного заводу Миколою Іллічем Токарєвим. До жовтневого перевороту 1917 року в прибутковому будинку розміщувалися бакалійна торгівля С. О. Бабаханова, Російське театральне товариство, магазин «Масло-Сир», склад аптекарської посуду та пробок М. Розенблюма.
Після приходу радянської влади прибутковий будинок був націоналізований, і в ньому розмістилася десята міська лікарня. У роки Німецько-радянської війни будівля майже не постраждала. Коли в 1945 році Клементина Черчілль, дружина Вінстона Черчілля, відвідувала Ростов-на-Дону, її поселили саме в цьому будинку. В кінці 1990-х років до ювілею міста колишній прибутковий будинок відреставрували співробітники інституту «Спецреставрація» за проектом архітектора Ю. Н. Солнишкіна. В даний час будівля займає міська поліклініка № 10.

## Архітектура
Триповерховий прибутковий будинок побудований в дусі еклектики, в його оформленні поєднуються елементи бароко, рококо і класицизму. Архітектурно-художній вигляд будівлі визначають раскреповки і еркери з шатровими завершеннями. Перший поверх оформлений рустом. Віконні прорізи декоровані різноманітними наличниками, на другому поверсі вони завершуються трикутними сандриками, а на третьому — прямокутними. Фасад багато прикрашений ліпними елементами, гірляндами, картушами і антаблементом. У простінку третього поверху встановлена скульптура жінки зі змією і чашею в руках.